# Tour cycliste international de la Guadeloupe 2023
La 72e édition du Tour cycliste international de la Guadeloupe a lieu du 4 août 2023 au 13 août 2023. La course fait partie du calendrier UCI Europe Tour 2023 en catégorie 2.2. 
Elle a été remportée par le Guadeloupéen Benjamin Le Ny (Uni Sport Lamentinois) en 32 h 24 min 30 s avec une moyenne de 39,77 km/h. Il devance le Colombien Esneider Báez (Team Cama CCD) de 0 min 34 s et l'Américain Tyler Stites (Project Echelon Racing) de 0 min 37 s.

Le Français Lucas Boniface (Vendée U) remporte le classement par points, le Guadeloupéen Damien Urcel (Team USCG) celui de la montagne, le Luxembourgeois Alexandre Kess (Matériel-vélo.com) est meilleur jeune tandis que le Français Baptiste Chardon (Team Cama CCD) gagne celui des points chauds. Benjamin Le Ny remporte le classement combiné. Pour finir, la formation française Hexagone-Corbas Lyon Métropole est déclarée meilleure équipe.

## Présentation

### Parcours
Le Tour se déroule en 10 étapes sur 10 jours dont un prologue. Il comporte 2 contre-la-montre, 6 étapes de plat et 2 étapes vallonnées. Il débute par un prologue à Capesterre-Belle-Eau le vendredi 4 août 2023 sous forme de contre-la-montre et s’achève le dimanche 13 août 2023 à Baie-Mahault, après un parcours de 1 288,40 km, battant à nouveau le record de longueur de l'édition 2022.

Les deux étapes vallonnées présentent plusieurs ascensions importantes comme l'arrivée à Karata à Baillif lors de la 3e étape (avec des moyennes pouvant atteindre 9 % sur plus de 3 km), le col des Mamelles à plusieurs reprises (7 km à 7,3 % de moyenne) ou la montée de Saint-Claude lors du contre-la-montre de la 8e étape.

### Équipes
Classé en catégorie 2.2 de l'UCI Europe Tour, le Tour cycliste international de la Guadeloupe est par conséquent ouvert aux équipes continentales professionnelles, aux équipes continentales, aux sélections nationales, aux sélections régionales et aux clubs amateurs.
Vingt-quatre équipes participent à ce tour : cinq équipes continentales, deux équipes de DN1 française, deux sélections régionales et quinze clubs locaux.
| Équipes continentales (5)    | Équipes continentales (5) | Équipes continentales (5) |
| Nom de l'équipe              | Pays                      | Code                      |
| ---------------------------- | ------------------------- | ------------------------- |
| EuroCyclingTrips Pro Cycling | Guam                      | ECT                       |
| Project Echelon Racing       | États-Unis                | PEC                       |
| Matériel-vélo.com            | Belgique                  | GDM                       |
| Movistar-Best PC             | Équateur                  | MBP                       |
| Swift Carbon Brasil          | Brésil                    | SCP                       |

| Équipes nationales (2)         | Équipes nationales (2) | Équipes nationales (2) |
| Nom de l'équipe                | Pays                   | Code                   |
| ------------------------------ | ---------------------- | ---------------------- |
| Vendée U                       | France                 |                        |
| Hexagone-Corbas Lyon Métropole | France                 |                        |

| Sélections régionales (2)  | Sélections régionales (2) | Sélections régionales (2) |
| Nom de l'équipe            | Pays                      | Code                      |
| -------------------------- | ------------------------- | ------------------------- |
| Sélection de la Martinique | France                    |                           |
| Sélection de la Guyane     | France                    |                           |

| Équipes de clubs (15)                 | Équipes de clubs (15) | Équipes de clubs (15) |
| Nom de l'équipe                       | Pays                  | Code                  |
| ------------------------------------- | --------------------- | --------------------- |
| Association Team Madras Cycling       | France                |                       |
| Excelsior                             | France                |                       |
| Team Cama CCD                         | France                |                       |
| Convergence SC Abymienne              | France                |                       |
| Uni Sport Lamentinois                 | France                |                       |
| Espoir du Sud                         | France                |                       |
| Vélo Club Saintannais                 | France                |                       |
| Jeunesse Cycliste des Abymes          | France                |                       |
| USR Vélo Sotranfamat                  | France                |                       |
| Vélo d'Or du Centre et de la Caraïbe  | France                |                       |
| Union Vélocipédique du Nord           | France                |                       |
| Guidon Sprinter Canalien Cycling Team | France                |                       |
| Team USCG                             | France                |                       |
| Gwada Bikers 118                      | France                |                       |
| ASC Karak                             | France                |                       |

### Favoris
Le vainqueur des deux précédents Tours (2021 et 2022), Stefan Bennett, est présent pour défendre son titre avec son équipe EuroCyclingTrips Pro Cycling et tenter une troisième victoire d'affilée, ce qui n'est jamais arrivé. Il est le favori n° 1 de cette édition mais fait face à de sérieux prétendants, comme un autre ancien vainqueur du Tour en 2019, Adrien Guillonnet, de l'équipe Hexagone-Corbas Lyon Métropole. L'autre équipe invitée de métropole est la Vendée U, habituée du Tour et meilleure équipe de DN1 en 2023, et ses coureurs vedettes Lucas Boniface et Kaden Hopkins, ayant également tous deux déjà participé au Tour.
Les équipes étrangères sont également bien représentées, notamment Project Echelon Racing (avec Tyler Stites) ou Matériel-vélo.com, qui avait permis à Ivan Centrone de remporter une étape en 2022. Les équipes locales peuvent compter sur des coureurs expérimentés comme Boris Carène (triple vainqueur du Tour, Team Cama CCD) ou Cédric Eustache et Loïc Laviolette (vainqueur du Tour de Marie-Galante 2023, Association Team Madras Cycling), mais aussi sur des jeunes prometteurs comme Axel Taillandier de l'Excelsior, champion 2023 de la Guadeloupe ou Benjamin Le Ny (Uni Sport Lamentinois), 2e du Tour de Martinique. À noter également la présence de Dilhan Will, champion 2022 des Outre-Mer, pour la sélection de la Guyane.

### Primes
Les prix sont attribués suivant le barème de l'UCI,.
| Position           | 1er     | 2e      | 3e    | 4e    | 5e    | 6e    | 7e    | 8e    | 9e    | 10e à 20e |
| Classement général | 2 105 € | 1 055 € | 525 € | 265 € | 210 € | 158 € | 158 € | 107 € | 107 € | 50 €      |
| Par étape          | 1 205 € | 600 €   | 300 € | 150 € | 120 € | 90 €  | 90 €  | 60 €  | 60 €  | 30 €      |
| Par demi-étape     | 900 €   | 455 €   | 225 € | 115 € | 90 €  | 68 €  | 68 €  | 47 €  | 47 €  | 20 €      |

## Étapes
| Étape     | Date    | Villes étapes                               | type                        | Distance (km) | Vainqueur d'étape | Leader du classement général |
| --------- | ------- | ------------------------------------------- | --------------------------- | ------------- | ----------------- | ---------------------------- |
| Prologue  | 4 août  | Capesterre-Belle-Eau – Capesterre-Belle-Eau | prologue                    | 6             | Tyler Stites      | Tyler Stites                 |
| 1re étape | 5 août  | Le Gosier – Baie-Mahault                    | étape de plaine             | 166,6         | Cade Bickmore     | Cade Bickmore                |
| 2e étape  | 6 août  | Morne-à-l'Eau – Port-Louis                  | étape de plaine             | 161,4         | Kaden Hopkins     | Cade Bickmore                |
| 3e étape  | 7 août  | Trois-Rivières – Baillif                    | étape vallonnée             | 158           | Alexandre Kess    | Alexandre Kess               |
| 4e étape  | 8 août  | Saint-François – Sainte-Anne                | étape de plaine             | 161           | Lucas Boniface    | Alexandre Kess               |
| 5e étape  | 9 août  | Deshaies – Les Abymes                       | étape de plaine             | 159,1         | Lucas Boniface    | Alexandre Kess               |
| 6e étape  | 10 août | Basse-Terre – Vieux-Habitants               | étape vallonnée             | 145,9         | Benjamin Le Ny    | Benjamin Le Ny               |
| 7e étape  | 11 août | Sainte-Rose – Petit-Bourg                   | étape de plaine             | 164,9         | Alfie George      | Benjamin Le Ny               |
| 8e étape  | 12 août | Vieux-Fort – Saint-Claude                   | contre-la-montre individuel | 12,5          | Kaden Hopkins     | Benjamin Le Ny               |
| 9e étape  | 13 août | Pointe-à-Pitre – Baie-Mahault               | étape de plaine             | 153           | Raphaël Lautone   | Benjamin Le Ny               |

## Déroulement de la course

### Prologue
Le prologue se dispute pour la première fois à Capesterre-Belle-Eau avec un départ donné à l'Allée Dumanoir. Esneider Báez de la Team Cama CCD est bien présent au départ, malgré une polémique et à la suite d'une décision du tribunal judiciaire de Pointe-à-Pitre sur sa qualification qui a eu lieu quelques heures avant le début du Tour.

Tyler Stites de Project Echelon Racing remporte ce prologue sous forme de contre-la-montre en plat, en étant le seul coureur à finir sous la barre des 7 minutes pour une distance de 6 km. Il endosse par la même occasion le maillot jaune de leader du classement général. Avec 4 coureurs dans les 10 premiers du classement général, Project Echelon Racing devient la meilleure équipe de ce prologue et du Tour.
| Classement du prologue | Classement du prologue | Classement du prologue | Classement du prologue          | Classement du prologue |
|                        | Coureur                | Pays                   | Équipe                          | Temps                  |
| ---------------------- | ---------------------- | ---------------------- | ------------------------------- | ---------------------- |
| 1er                    | Tyler Stites           | États-Unis             | Project Echelon Racing          | en 6 min 57 s          |
| 2e                     | Cade Bickmore          | États-Unis             | Project Echelon Racing          | + 7 s                  |
| 3e                     | Ivan Centrone          | Luxembourg             | Matériel-vélo.com               | + 8 s                  |
| 4e                     | Zach Gregg             | États-Unis             | Project Echelon Racing          | + 14 s                 |
| 5e                     | Kaden Hopkins          | Bermudes               | Vendée U                        | + 14 s                 |
| 6e                     | Mathieu Pellegrin      | France                 | Convergence SC Abymienne        | + 17 s                 |
| 7e                     | Richard Arnopol        | États-Unis             | Project Echelon Racing          | + 20 s                 |
| 8e                     | Alfred George          | Royaume-Uni            | Vendée U                        | + 22 s                 |
| 9e                     | Larry Lutin            | France                 | Association Team Madras Cycling | + 22 s                 |
| 10e                    | Baptiste Vadic         | France                 | Vendée U                        | + 24 s                 |
| modifier               |                        |                        |                                 |                        |

| Classement général | Classement général | Classement général | Classement général              | Classement général |
|                    | Coureur            | Pays               | Équipe                          | Temps              |
| ------------------ | ------------------ | ------------------ | ------------------------------- | ------------------ |
| 1er                | Tyler Stites       | États-Unis         | Project Echelon Racing          | en 6 min 57 s      |
| 2e                 | Cade Bickmore      | États-Unis         | Project Echelon Racing          | + 7 s              |
| 3e                 | Ivan Centrone      | Luxembourg         | Matériel-vélo.com               | + 8 s              |
| 4e                 | Zach Gregg         | États-Unis         | Project Echelon Racing          | + 14 s             |
| 5e                 | Kaden Hopkins      | Bermudes           | Vendée U                        | + 14 s             |
| 6e                 | Mathieu Pellegrin  | France             | Convergence SC Abymienne        | + 17 s             |
| 7e                 | Richard Arnopol    | États-Unis         | Project Echelon Racing          | + 20 s             |
| 8e                 | Alfred George      | Royaume-Uni        | Vendée U                        | + 22 s             |
| 9e                 | Larry Lutin        | France             | Association Team Madras Cycling | + 22 s             |
| 10e                | Baptiste Vadic     | France             | Vendée U                        | + 24 s             |
| modifier           |                    |                    |                                 |                    |

### 1reétape
La première étape est marquée par une nouvelle victoire de l'équipe américaine Project Echelon Racing grâce à Cade Bickmore, deuxième du prologue, qui termine premier en 3 h 52 min 59 s et endosse le maillot jaune. L'arrivée a lieu à Baie-Mahault sur un sprint massif du peloton.
| Classement de l'étape | Classement de l'étape | Classement de l'étape | Classement de l'étape           | Classement de l'étape |
|                       | Coureur               | Pays                  | Équipe                          | Temps                 |
| --------------------- | --------------------- | --------------------- | ------------------------------- | --------------------- |
| 1er                   | Cade Bickmore         | États-Unis            | Project Echelon Racing          | en 3 h 52 min 59 s    |
| 2e                    | Lucas Boniface        | France                | Vendée U                        | + 0 s                 |
| 3e                    | James Jobber          | Royaume-Uni           | EuroCyclingTrips Pro Cycling    | + 0 s                 |
| 4e                    | Adrien Urcel          | France                | Team USCG                       | + 0 s                 |
| 5e                    | Bastien Duculty       | France                | Association Team Madras Cycling | + 0 s                 |
| 6e                    | Byron Guamá           | Équateur              | Movistar-Best PC                | + 0 s                 |
| 7e                    | Axel Taillandier      | France                | Excelsior                       | + 0 s                 |
| 8e                    | Ivan Centrone         | Luxembourg            | Matériel-vélo.com               | + 0 s                 |
| 9e                    | Marco Tulio Suesca    | Colombie              | Movistar-Best PC                | + 2 s                 |
| 10e                   | Benjamin Le Ny        | France                | Uni Sport Lamentinois           | + 2 s                 |
| modifier              |                       |                       |                                 |                       |

| Classement général | Classement général | Classement général | Classement général       | Classement général |
|                    | Coureur            | Pays               | Équipe                   | Temps              |
| ------------------ | ------------------ | ------------------ | ------------------------ | ------------------ |
| 1er                | Cade Bickmore      | États-Unis         | Project Echelon Racing   | en 3 h 59 min 53 s |
| 2e                 | Tyler Stites       | États-Unis         | Project Echelon Racing   | + 5 s              |
| 3e                 | Ivan Centrone      | Luxembourg         | Matériel-vélo.com        | + 11 s             |
| 4e                 | Kaden Hopkins      | Bermudes           | Vendée U                 | + 19 s             |
| 5e                 | Baptiste Vadic     | France             | Vendée U                 | + 26 s             |
| 6e                 | Alfred George      | Royaume-Uni        | Vendée U                 | + 27 s             |
| 7e                 | Lucas Boniface     | France             | Vendée U                 | + 29 s             |
| 8e                 | Boris Carène       | France             | Team Cama CCD            | + 29 s             |
| 9e                 | Juan Diego Alba    | Colombie           | Movistar-Best PC         | + 30 s             |
| 10e                | Mathieu Pellegrin  | France             | Convergence SC Abymienne | + 31 s             |
| modifier           |                    |                    |                          |                    |

### 2eétape
La deuxième étape se termine une nouvelle fois par une arrivée au sprint, avec un gros travail et une première victoire de la formation Vendée U grâce à Kaden Hopkins. Cette étape est marquée par une bordure qui piège de nombreux coureurs dont le triple vainqueur du Tour Boris Carène et une échappée de Hugo Scala Jr. qui se fait rattraper à moins de 5 km de l'arrivée, montrant malgré tout la volonté des américains d'animer la course. Le général reste toujours aux mains de Cade Bickmore, arrivé dans le groupe de tête.
| Classement de l'étape | Classement de l'étape | Classement de l'étape | Classement de l'étape           | Classement de l'étape |
|                       | Coureur               | Pays                  | Équipe                          | Temps                 |
| --------------------- | --------------------- | --------------------- | ------------------------------- | --------------------- |
| 1er                   | Kaden Hopkins         | Bermudes              | Vendée U                        | en 3 h 51 min 44 s    |
| 2e                    | Lucas Boniface        | France                | Vendée U                        | + 0 s                 |
| 3e                    | Loïc Laviolette       | France                | Association Team Madras Cycling | + 0 s                 |
| 4e                    | Ivan Centrone         | Luxembourg            | Matériel-vélo.com               | + 0 s                 |
| 5e                    | Cade Bickmore         | États-Unis            | Project Echelon Racing          | + 0 s                 |
| 6e                    | Mathieu Billotet      | France                | Gwada Bikers 118                | + 0 s                 |
| 7e                    | Axel Taillandier      | France                | Excelsior                       | + 0 s                 |
| 8e                    | Ethan Craine          | Nouvelle-Zélande      | Project Echelon Racing          | + 0 s                 |
| 9e                    | Enrico Dhaeye         | Belgique              | Matériel-vélo.com               | + 0 s                 |
| 10e                   | Vincent Arhie         | France                | Hexagone-Corbas Lyon Métropole  | + 0 s                 |
| modifier              |                       |                       |                                 |                       |

| Classement général | Classement général | Classement général | Classement général       | Classement général |
|                    | Coureur            | Pays               | Équipe                   | Temps              |
| ------------------ | ------------------ | ------------------ | ------------------------ | ------------------ |
| 1er                | Cade Bickmore      | États-Unis         | Project Echelon Racing   | en 7 h 51 min 37 s |
| 2e                 | Tyler Stites       | États-Unis         | Project Echelon Racing   | + 5 s              |
| 3e                 | Kaden Hopkins      | Bermudes           | Vendée U                 | + 9 s              |
| 4e                 | Ivan Centrone      | Luxembourg         | Matériel-vélo.com        | + 11 s             |
| 5e                 | Lucas Boniface     | France             | Vendée U                 | + 23 s             |
| 6e                 | Baptiste Vadic     | France             | Vendée U                 | + 26 s             |
| 7e                 | Alfred George      | Royaume-Uni        | Vendée U                 | + 27 s             |
| 8e                 | Juan Diego Alba    | Colombie           | Movistar-Best PC         | + 30 s             |
| 9e                 | Mathieu Pellegrin  | France             | Convergence SC Abymienne | + 30 s             |
| 10e                | Esneider Báez      | Colombie           | Team Cama CCD            | + 31 s             |
| modifier           |                    |                    |                          |                    |

### 3eétape
La troisième étape, considérée comme l'étape reine du Tour, présente un profil montagneux avec plusieurs cols à franchir et une arrivée au sommet dans la commune de Baillif après une ascension de plus de 3 km à 9 % de moyenne. Elle voit la victoire d'Alexandre Kess de l’équipe Matériel-vélo.com après une échappée où il a distancé au fur et à mesure ses compagnons de route, dont Benjamin Le Ny lors de la montée finale de Karata. Cette victoire lui permet d'endosser le maillot jaune. À noter l'abandon du 8e du classement général, Juan Diego Alba, sur chute.
| Classement de l'étape | Classement de l'étape | Classement de l'étape | Classement de l'étape          | Classement de l'étape |
|                       | Coureur               | Pays                  | Équipe                         | Temps                 |
| --------------------- | --------------------- | --------------------- | ------------------------------ | --------------------- |
| 1er                   | Alexandre Kess        | Luxembourg            | Matériel-vélo.com              | en 4 h 22 min 47 s    |
| 2e                    | Benjamin Le Ny        | France                | Uni Sport Lamentinois          | + 18 s                |
| 3e                    | Alexandre Desroches   | France                | Hexagone-Corbas Lyon Métropole | + 38 s                |
| 4e                    | Marco Tulio Suesca    | Colombie              | Movistar-Best PC               | + 1 min 3 s           |
| 5e                    | Esneider Báez         | Colombie              | Team Cama CCD                  | + 1 min 11 s          |
| 6e                    | Axel Taillandier      | France                | Excelsior                      | + 1 min 21 s          |
| 7e                    | Stefan Bennett        | France                | EuroCyclingTrips Pro Cycling   | + 1 min 34 s          |
| 8e                    | Baptiste Vadic        | France                | Vendée U                       | + 1 min 35 s          |
| 9e                    | Adrien Guillonnet     | France                | Hexagone-Corbas Lyon Métropole | + 1 min 50 s          |
| 10e                   | Tyler Stites          | États-Unis            | Project Echelon Racing         | + 1 min 57 s          |
| modifier              |                       |                       |                                |                       |

| Classement général | Classement général | Classement général | Classement général              | Classement général  |
|                    | Coureur            | Pays               | Équipe                          | Temps               |
| ------------------ | ------------------ | ------------------ | ------------------------------- | ------------------- |
| 1er                | Alexandre Kess     | Luxembourg         | Matériel-vélo.com               | en 12 h 14 min 59 s |
| 2e                 | Esneider Báez      | Colombie           | Team Cama CCD                   | + 1 min 9 s         |
| 3e                 | Baptiste Vadic     | France             | Vendée U                        | + 1 min 26 s        |
| 4e                 | Tyler Stites       | États-Unis         | Project Echelon Racing          | + 1 min 27 s        |
| 5e                 | Stefan Bennett     | France             | EuroCyclingTrips Pro Cycling    | + 1 min 33 s        |
| 6e                 | Axel Taillandier   | France             | Excelsior                       | + 1 min 40 s        |
| 7e                 | Benjamin Le Ny     | France             | Uni Sport Lamentinois           | + 2 min 22 s        |
| 8e                 | Marco Tulio Suesca | Colombie           | Movistar-Best PC                | + 3 min 54 s        |
| 9e                 | Bastien Duculty    | France             | Association Team Madras Cycling | + 4 min 9 s         |
| 10e                | Alessio Cialone    | France             | Vendée U                        | + 6 min 27 s        |
| modifier           |                    |                    |                                 |                     |

### 4eétape
Retour sur le plat avec cette quatrième étape entre Saint-François et Sainte-Anne, uniquement située en Grande-Terre, et nouvelle victoire au sprint pour la formation Vendée U avec Lucas Boniface à la suite d'une échappée qui aura vu un nouvel essai solitaire de l'Américain Hugo Scala Jr. qui se terminera peu avant l'arrivée. Le maillot jaune Alexandre Kess conserve sa première place au général.
| Classement de l'étape | Classement de l'étape | Classement de l'étape | Classement de l'étape                 | Classement de l'étape |
|                       | Coureur               | Pays                  | Équipe                                | Temps                 |
| --------------------- | --------------------- | --------------------- | ------------------------------------- | --------------------- |
| 1er                   | Lucas Boniface        | France                | Vendée U                              | en 3 h 49 min 38 s    |
| 2e                    | Kacio Freitas         | Brésil                | Swift Carbon Brasil                   | + 0 s                 |
| 3e                    | Samuel Paslier        | France                | Hexagone-Corbas Lyon Métropole        | + 1 s                 |
| 4e                    | James Jobber          | Royaume-Uni           | EuroCyclingTrips Pro Cycling          | + 1 s                 |
| 5e                    | Damien Urcel          | France                | Team USCG                             | + 1 s                 |
| 6e                    | Kevin Lanarre         | France                | Guidon Sprinter Canalien Cycling Team | + 1 s                 |
| 7e                    | Anaël Mathias         | France                | Espoir du Sud                         | + 1 s                 |
| 8e                    | Mickaël Stanislas     | France                | Sélection de la Martinique            | + 1 s                 |
| 9e                    | Boris Carène          | France                | Team Cama CCD                         | + 1 s                 |
| 10e                   | Alexandre Desroches   | France                | Hexagone-Corbas Lyon Métropole        | + 1 s                 |
| modifier              |                       |                       |                                       |                       |

| Classement général | Classement général | Classement général | Classement général              | Classement général |
|                    | Coureur            | Pays               | Équipe                          | Temps              |
| ------------------ | ------------------ | ------------------ | ------------------------------- | ------------------ |
| 1er                | Alexandre Kess     | Luxembourg         | Matériel-vélo.com               | en 16 h 5 min 11 s |
| 2e                 | Esneider Báez      | Colombie           | Team Cama CCD                   | + 1 min 13 s       |
| 3e                 | Baptiste Vadic     | France             | Vendée U                        | + 1 min 27 s       |
| 4e                 | Tyler Stites       | États-Unis         | Project Echelon Racing          | + 1 min 28 s       |
| 5e                 | Stefan Bennett     | France             | EuroCyclingTrips Pro Cycling    | + 1 min 37 s       |
| 6e                 | Axel Taillandier   | France             | Excelsior                       | + 1 min 44 s       |
| 7e                 | Benjamin Le Ny     | France             | Uni Sport Lamentinois           | + 2 min 25 s       |
| 8e                 | Marco Tulio Suesca | Colombie           | Movistar-Best PC                | + 3 min 58 s       |
| 9e                 | Bastien Duculty    | France             | Association Team Madras Cycling | + 4 min 13 s       |
| 10e                | Richard Arnopol    | États-Unis         | Project Echelon Racing          | + 6 min 19 s       |
| modifier           |                    |                    |                                 |                    |

### 5eétape
C'est une nouvelle fois au sprint que se conclut cette cinquième étape et c'est une deuxième victoire d'affilée pour Lucas Boniface qui réussit à rejoindre les échappés et à franchir le premier la ligne d'arrivée, grâce à un travail commun des équipes Vendée U et Project Echelon Racing. Les premiers du classement général se tiennent toujours à 3 minutes la veille de la seconde grande étape de montagne.

Les choses se compliquent par contre pour Stefan Bennett qui écope d'une pénalité d'une minute pour s'être abrité derrière un véhicule technique afin de rejoindre le peloton. Il perd 2 places au général.
| Classement de l'étape | Classement de l'étape | Classement de l'étape | Classement de l'étape           | Classement de l'étape |
|                       | Coureur               | Pays                  | Équipe                          | Temps                 |
| --------------------- | --------------------- | --------------------- | ------------------------------- | --------------------- |
| 1er                   | Lucas Boniface        | France                | Vendée U                        | en 3 h 57 min 33 s    |
| 2e                    | Mathieu Pellegrin     | France                | Convergence SC Abymienne        | + 0 s                 |
| 3e                    | Adrien Guillonnet     | France                | Hexagone-Corbas Lyon Métropole  | + 0 s                 |
| 4e                    | Alexandre Desroches   | France                | Hexagone-Corbas Lyon Métropole  | + 0 s                 |
| 5e                    | Alfred George         | Royaume-Uni           | Vendée U                        | + 4 s                 |
| 6e                    | Bastien Duculty       | France                | Association Team Madras Cycling | + 6 s                 |
| 7e                    | Cade Bickmore         | États-Unis            | Project Echelon Racing          | + 1 min 8 s           |
| 8e                    | Jules Lanclume        | France                | Jeunesse Cycliste des Abymes    | + 1 min 8 s           |
| 9e                    | Adrien Urcel          | France                | Team USCG                       | + 1 min 8 s           |
| 10e                   | James Jobber          | Royaume-Uni           | EuroCyclingTrips Pro Cycling    | + 1 min 8 s           |
| modifier              |                       |                       |                                 |                       |

| Classement général | Classement général | Classement général | Classement général              | Classement général |
|                    | Coureur            | Pays               | Équipe                          | Temps              |
| ------------------ | ------------------ | ------------------ | ------------------------------- | ------------------ |
| 1er                | Alexandre Kess     | Luxembourg         | Matériel-vélo.com               | en 20 h 3 min 53 s |
| 2e                 | Esneider Báez      | Colombie           | Team Cama CCD                   | + 1 min 13 s       |
| 3e                 | Baptiste Vadic     | France             | Vendée U                        | + 1 min 27 s       |
| 4e                 | Tyler Stites       | États-Unis         | Project Echelon Racing          | + 1 min 28 s       |
| 5e                 | Axel Taillandier   | France             | Excelsior                       | + 1 min 44 s       |
| 6e                 | Benjamin Le Ny     | France             | Uni Sport Lamentinois           | + 2 min 25 s       |
| 7e                 | Stefan Bennett     | France             | EuroCyclingTrips Pro Cycling    | + 2 min 37 s       |
| 8e                 | Bastien Duculty    | France             | Association Team Madras Cycling | + 3 min 7 s        |
| 9e                 | Marco Tulio Suesca | Colombie           | Movistar-Best PC                | + 3 min 58 s       |
| 10e                | Alessio Cialone    | France             | Vendée U                        | + 6 min 31 s       |
| modifier           |                    |                    |                                 |                    |

### 6eétape
C'est une étape marquée par de nombreuses ascensions qui voit terminer à la première place le Guadeloupéen Benjamin Le Ny prendre la victoire, suivi de l'autre guadeloupéen Anaël Mathias sur la ligne d'arrivée, deux seuls rescapés d'une longue échappée qui aura compté jusqu'à 14 coureurs. Cette victoire permet à Benjamin Le Ny d'endosser également le maillot jaune.
| Classement de l'étape | Classement de l'étape | Classement de l'étape | Classement de l'étape           | Classement de l'étape |
|                       | Coureur               | Pays                  | Équipe                          | Temps                 |
| --------------------- | --------------------- | --------------------- | ------------------------------- | --------------------- |
| 1er                   | Benjamin Le Ny        | France                | Uni Sport Lamentinois           | en 4 h 13 min 13 s    |
| 2e                    | Anaël Mathias         | France                | Espoir du Sud                   | + 41 s                |
| 3e                    | Adrien Guillonnet     | France                | Hexagone-Corbas Lyon Métropole  | + 1 min 3 s           |
| 4e                    | Axel Taillandier      | France                | Excelsior                       | + 1 min 17 s          |
| 5e                    | Tyler Stites          | États-Unis            | Project Echelon Racing          | + 1 min 24 s          |
| 6e                    | Bastien Duculty       | France                | Association Team Madras Cycling | + 1 min 32 s          |
| 7e                    | Marco Tulio Suesca    | Colombie              | Movistar-Best PC                | + 1 min 35 s          |
| 8e                    | Esneider Báez         | Colombie              | Team Cama CCD                   | + 1 min 41 s          |
| 9e                    | Alessio Cialone       | France                | Vendée U                        | + 1 min 57 s          |
| 10e                   | Meving Gène           | France                | Convergence SC Abymienne        | + 2 min 50 s          |
| modifier              |                       |                       |                                 |                       |

| Classement général | Classement général | Classement général | Classement général              | Classement général  |
|                    | Coureur            | Pays               | Équipe                          | Temps               |
| ------------------ | ------------------ | ------------------ | ------------------------------- | ------------------- |
| 1er                | Benjamin Le Ny     | France             | Uni Sport Lamentinois           | en 24 h 19 min 19 s |
| 2e                 | Tyler Stites       | États-Unis         | Project Echelon Racing          | + 39 s              |
| 3e                 | Esneider Báez      | Colombie           | Team Cama CCD                   | + 41 s              |
| 4e                 | Axel Taillandier   | France             | Excelsior                       | + 48 s              |
| 5e                 | Bastien Duculty    | France             | Association Team Madras Cycling | + 2 min 26 s        |
| 6e                 | Marco Tulio Suesca | Colombie           | Movistar-Best PC                | + 3 min 20 s        |
| 7e                 | Alexandre Kess     | Luxembourg         | Matériel-vélo.com               | + 3 min 51 s        |
| 8e                 | Alessio Cialone    | France             | Vendée U                        | + 6 min 15 s        |
| 9e                 | Stefan Bennett     | France             | EuroCyclingTrips Pro Cycling    | + 8 min 32 s        |
| 10e                | Meving Gène        | France             | Convergence SC Abymienne        | + 8 min 58 s        |
| modifier           |                    |                    |                                 |                     |

### 7eétape
La septième étape est une étape de plat qui permet de mettre en évidence une nouvelle fois la formation Vendée U avec une quatrième victoire d'étape, grâce à Alfred George. Elle est marquée une nouvelle fois par de nombreuses tentatives d'échappée, notamment de Loïc Laviolette qui échoue de peu de remporter la victoire à quelques kilomètres de l'arrivée et se fait dépasser par Alfred George qui passe seul la ligne d'arrivée. Benjamin Le Ny conserve son maillot jaune, sans changement d'écart avec les leaders à la veille d'un contre-la-montre qui s'annonce décisif.
| Classement de l'étape | Classement de l'étape | Classement de l'étape | Classement de l'étape           | Classement de l'étape |
|                       | Coureur               | Pays                  | Équipe                          | Temps                 |
| --------------------- | --------------------- | --------------------- | ------------------------------- | --------------------- |
| 1er                   | Alfred George         | Royaume-Uni           | Vendée U                        | en 4 h 2 min 17 s     |
| 2e                    | Adrien Guillonnet     | France                | Hexagone-Corbas Lyon Métropole  | + 0 s                 |
| 3e                    | Loïc Laviolette       | France                | Association Team Madras Cycling | + 0 s                 |
| 4e                    | Meving Gène           | France                | Convergence SC Abymienne        | + 6 s                 |
| 5e                    | Ivan Centrone         | Luxembourg            | Matériel-vélo.com               | + 13 s                |
| 6e                    | Edwin Nubul           | France                | Sélection de la Martinique      | + 15 s                |
| 7e                    | Alessandro Guimarães  | Brésil                | Swift Carbon Brasil             | + 17 s                |
| 8e                    | Julien Marin          | France                | Hexagone-Corbas Lyon Métropole  | + 1 min 15 s          |
| 9e                    | Raphaël Lautone       | France                | Association Team Madras Cycling | + 2 min 14 s          |
| 10e                   | Mateo López           | Équateur              | Movistar-Best PC                | + 2 min 15 s          |
| modifier              |                       |                       |                                 |                       |

| Classement général | Classement général | Classement général | Classement général              | Classement général |
|                    | Coureur            | Pays               | Équipe                          | Temps              |
| ------------------ | ------------------ | ------------------ | ------------------------------- | ------------------ |
| 1er                | Benjamin Le Ny     | France             | Uni Sport Lamentinois           | en 28 h 24 min 9 s |
| 2e                 | Tyler Stites       | États-Unis         | Project Echelon Racing          | + 39 s             |
| 3e                 | Esneider Báez      | Colombie           | Team Cama CCD                   | + 43 s             |
| 4e                 | Axel Taillandier   | France             | Excelsior                       | + 50 s             |
| 5e                 | Bastien Duculty    | France             | Association Team Madras Cycling | + 2 min 26 s       |
| 6e                 | Marco Tulio Suesca | Colombie           | Movistar-Best PC                | + 3 min 20 s       |
| 7e                 | Alexandre Kess     | Luxembourg         | Matériel-vélo.com               | + 3 min 53 s       |
| 8e                 | Alessio Cialone    | France             | Vendée U                        | + 6 min 17 s       |
| 9e                 | Meving Gène        | France             | Convergence SC Abymienne        | + 6 min 31 s       |
| 10e                | Loïc Laviolette    | France             | Association Team Madras Cycling | + 8 min 0 s        |
| modifier           |                    |                    |                                 |                    |

### 8eétape
La huitième étape se déroule sous forme d'un contre-la-montre en montagne de 12,5 km avec l'ascension de Saint-Claude à 9,4 % de moyenne. Le vainqueur est pour la deuxième fois Kaden Hopkins devant le porteur du maillot à pois Damien Urcel (qui a perdu de précieuses secondes à son départ en déraillant) et les principaux leaders du général qui terminent à moins de 30 secondes entre eux. Le maillot jaune Benjamin Le Ny, arrive quatrième ne concédant que 9 secondes au deuxième, Esneider Báez.
| Classement de l'étape | Classement de l'étape | Classement de l'étape | Classement de l'étape           | Classement de l'étape |
|                       | Coureur               | Pays                  | Équipe                          | Temps                 |
| --------------------- | --------------------- | --------------------- | ------------------------------- | --------------------- |
| 1er                   | Kaden Hopkins         | Bermudes              | Vendée U                        | en 26 min 58 s        |
| 2e                    | Damien Urcel          | France                | Team USCG                       | + 6 s                 |
| 3e                    | Esneider Báez         | Colombie              | Team Cama CCD                   | + 10 s                |
| 4e                    | Benjamin Le Ny        | France                | Uni Sport Lamentinois           | + 19 s                |
| 5e                    | Adrien Guillonnet     | France                | Hexagone-Corbas Lyon Métropole  | + 26 s                |
| 6e                    | Axel Taillandier      | France                | Excelsior                       | + 34 s                |
| 7e                    | Tyler Stites          | États-Unis            | Project Echelon Racing          | + 35 s                |
| 8e                    | Alessio Cialone       | France                | Vendée U                        | + 1 min 1 s           |
| 9e                    | Bastien Duculty       | France                | Association Team Madras Cycling | + 1 min 7 s           |
| 10e                   | Alexandre Desroches   | France                | Hexagone-Corbas Lyon Métropole  | + 1 min 12 s          |
| modifier              |                       |                       |                                 |                       |

| Classement général | Classement général | Classement général | Classement général              | Classement général  |
|                    | Coureur            | Pays               | Équipe                          | Temps               |
| ------------------ | ------------------ | ------------------ | ------------------------------- | ------------------- |
| 1er                | Benjamin Le Ny     | France             | Uni Sport Lamentinois           | en 28 h 51 min 26 s |
| 2e                 | Esneider Báez      | Colombie           | Team Cama CCD                   | + 34 s              |
| 3e                 | Tyler Stites       | États-Unis         | Project Echelon Racing          | + 55 s              |
| 4e                 | Axel Taillandier   | France             | Excelsior                       | + 1 min 5 s         |
| 5e                 | Bastien Duculty    | France             | Association Team Madras Cycling | + 3 min 14 s        |
| 6e                 | Marco Tulio Suesca | Colombie           | Movistar-Best PC                | + 4 min 42 s        |
| 7e                 | Alexandre Kess     | Luxembourg         | Matériel-vélo.com               | + 5 min 55 s        |
| 8e                 | Alessio Cialone    | France             | Vendée U                        | + 6 min 59 s        |
| 9e                 | Meving Gène        | France             | Convergence SC Abymienne        | + 7 min 43 s        |
| 10e                | Stefan Bennett     | France             | EuroCyclingTrips Pro Cycling    | + 9 min 31 s        |
| modifier           |                    |                    |                                 |                     |

### 9eétape
Annoncée comme tranquille pour le maillot jaune, cette neuvième et dernière étape du Tour de la Guadeloupe s'est avérée particulièrement piégeuse et incertaine jusqu'au bout, malgré son profil plat avec un final en boucle à Jarry. Le deuxième du général, Esneider Báez, a continuellement attaqué Benjamin Le Ny qui a su répondre, mais n'a pas eu les jambes pour suivre l'attaque fulgurante de Tyler Stites, le troisième du général, quelques kilomètres avant la dernière boucle de l'étape, seulement accompagné de Raphaël Lautone. L'écart est monté jusqu'à 50 secondes, hors bonifications (avec 55 s entre Le Ny et Stites au général), déclenchant un mouvement de panique dans le peloton et la potentielle perte du maillot jaune pour Le Ny. C'est alors que la formation Vendée U prit la direction du peloton, en roulant pour tenter une arrivée au sprint et une éventuelle 3e victoire de Lucas Boniface, sans succès. Cependant, le train imposé permit le grignotage de précieuses secondes et l'accélération de Lautone pour la victoire finale anéantit les espoirs de titre pour Stites. À l'arrivée, Raphaël Lautone gagne l’étape et Benjamin Le Ny le classement général final, sous les acclamations du public guadeloupéen, soulagé et venu très nombreux soutenir son coureur.
| Classement de l'étape | Classement de l'étape | Classement de l'étape | Classement de l'étape           | Classement de l'étape |
|                       | Coureur               | Pays                  | Équipe                          | Temps                 |
| --------------------- | --------------------- | --------------------- | ------------------------------- | --------------------- |
| 1er                   | Raphaël Lautone       | France                | Association Team Madras Cycling | en 3 h 32 min 53 s    |
| 2e                    | Tyler Stites          | États-Unis            | Project Echelon Racing          | + 0 s                 |
| 3e                    | Lucas Boniface        | France                | Vendée U                        | + 11 s                |
| 4e                    | Meving Gène           | France                | Convergence SC Abymienne        | + 11 s                |
| 5e                    | Enrico Dhaeye         | Belgique              | Matériel-vélo.com               | + 11 s                |
| 6e                    | Cade Bickmore         | États-Unis            | Project Echelon Racing          | + 11 s                |
| 7e                    | Vincent Arhie         | France                | Hexagone-Corbas Lyon Métropole  | + 11 s                |
| 8e                    | Aurélien Biebuyck     | Belgique              | ASC Karak                       | + 11 s                |
| 9e                    | Esneider Báez         | Colombie              | Team Cama CCD                   | + 11 s                |
| 10e                   | James Jobber          | Royaume-Uni           | EuroCyclingTrips Pro Cycling    | + 11 s                |
| modifier              |                       |                       |                                 |                       |

## Classements finals

### Classement général final
| Classement général | Classement général | Classement général | Classement général              | Classement général  |
|                    | Coureur            | Pays               | Équipe                          | Temps               |
| ------------------ | ------------------ | ------------------ | ------------------------------- | ------------------- |
| 1er                | Benjamin Le Ny     | France             | Uni Sport Lamentinois           | en 32 h 24 min 30 s |
| 2e                 | Esneider Báez      | Colombie           | Team Cama CCD                   | + 34 s              |
| 3e                 | Tyler Stites       | États-Unis         | Project Echelon Racing          | + 37 s              |
| 4e                 | Axel Taillandier   | France             | Excelsior                       | + 1 min 5 s         |
| 5e                 | Bastien Duculty    | France             | Association Team Madras Cycling | + 3 min 14 s        |
| 6e                 | Marco Tulio Suesca | Colombie           | Movistar-Best PC                | + 4 min 39 s        |
| 7e                 | Alexandre Kess     | Luxembourg         | Matériel-vélo.com               | + 5 min 55 s        |
| 8e                 | Alessio Cialone    | France             | Vendée U                        | + 6 min 59 s        |
| 9e                 | Meving Gène        | France             | Convergence SC Abymienne        | + 7 min 43 s        |
| 10e                | Stefan Bennett     | France             | EuroCyclingTrips Pro Cycling    | + 10 min 11 s       |
| modifier           |                    |                    |                                 |                     |

### Classements annexes
| Classement par points | Classement par points | Classement par points | Classement par points  | Classement par points |
| --------------------- | --------------------- | --------------------- | ---------------------- | --------------------- |
|                       | Coureur               | Pays                  | Équipe                 | Point(s)              |
| 1er                   | Lucas Boniface        | France                | Vendée U               | 163 points            |
| 2e                    | Cade Bickmore         | États-Unis            | Project Echelon Racing | 103 pts               |
| 3e                    | Tyler Stites          | États-Unis            | Project Echelon Racing | 78 pts                |
| modifier              |                       |                       |                        |                       |

| Classement du meilleur grimpeur | Classement du meilleur grimpeur | Classement du meilleur grimpeur | Classement du meilleur grimpeur | Classement du meilleur grimpeur |
| ------------------------------- | ------------------------------- | ------------------------------- | ------------------------------- | ------------------------------- |
|                                 | Coureur                         | Pays                            | Équipe                          | Point(s)                        |
| 1er                             | Damien Urcel                    | France                          | Team USCG                       | 88 points                       |
| 2e                              | Benjamin Le Ny                  | France                          | Uni Sport Lamentinois           | 69 pts                          |
| 3e                              | Adrien Guillonnet               | France                          | Hexagone-Corbas Lyon Métropole  | 33 pts                          |
| modifier                        |                                 |                                 |                                 |                                 |

| Classement du meilleur jeune | Classement du meilleur jeune | Classement du meilleur jeune | Classement du meilleur jeune | Classement du meilleur jeune |
|                              | Coureur                      | Pays                         | Équipe                       | Temps                        |
| ---------------------------- | ---------------------------- | ---------------------------- | ---------------------------- | ---------------------------- |
| 1er                          | Alexandre Kess               | Luxembourg                   | Matériel-vélo.com            | en 32 h 30 min 25 s          |
| 2e                           | Alessio Cialone              | France                       | Vendée U                     | + 1 min 4 s                  |
| 3e                           | Alfred George                | Royaume-Uni                  | Vendée U                     | + 5 min 39 s                 |
| modifier                     |                              |                              |                              |                              |

| Classement par équipes | Classement par équipes          | Classement par équipes | Classement par équipes |
|                        | Équipe                          | Pays                   | Temps                  |
| ---------------------- | ------------------------------- | ---------------------- | ---------------------- |
| 1re                    | Hexagone-Corbas Lyon Métropole  | France                 | en 97 h 33 min 11 s    |
| 2e                     | Vendée U                        | France                 | + 10 min 11 s          |
| 3e                     | Association Team Madras Cycling | France                 | + 29 min 42 s          |
| modifier               |                                 |                        |                        |

| Classement des points chauds | Classement des points chauds | Classement des points chauds | Classement des points chauds | Classement des points chauds |
| ---------------------------- | ---------------------------- | ---------------------------- | ---------------------------- | ---------------------------- |
|                              | Coureur                      | Pays                         | Équipe                       | Point(s)                     |
| 1er                          | Baptiste Chardon             | France                       | Team Cama CCD                | 38 points                    |
| 2e                           | Alessandro Guimarães         | Brésil                       | Swift Carbon Brasil          | 35 pts                       |
| 3e                           | Yannis Agricole              | France                       | Uni Sport Lamentinois        | 25 pts                       |
| modifier                     |                              |                              |                              |                              |

| Classement combiné | Classement combiné | Classement combiné | Classement combiné             | Classement combiné |
| ------------------ | ------------------ | ------------------ | ------------------------------ | ------------------ |
|                    | Coureur            | Pays               | Équipe                         | Point(s)           |
| 1er                | Benjamin Le Ny     | France             | Uni Sport Lamentinois          | 9 points           |
| 2e                 | Adrien Guillonnet  | France             | Hexagone-Corbas Lyon Métropole | 22 pts             |
| 3e                 | Axel Taillandier   | France             | Excelsior                      | 22 pts             |
| modifier           |                    |                    |                                |                    |

## Évolution des classements
| Étape              | Vainqueur          | Classement général | Classement par points | Classement de la montagne | Classement des points chauds | Classement du meilleur jeune | Classement combiné | Classement par équipes         |
| ------------------ | ------------------ | ------------------ | --------------------- | ------------------------- | ---------------------------- | ---------------------------- | ------------------ | ------------------------------ |
| Prologue           | Tyler Stites       | Tyler Stites       | Tyler Stites          | Non décerné               | Non décerné                  | Alfred George                | Non décerné        | Project Echelon Racing         |
| 1                  | Cade Bickmore      | Cade Bickmore      | Cade Bickmore         | Esneider Báez             | Julien Marin                 | Baptiste Vadic               | Adrien Urcel       | Project Echelon Racing         |
| 2                  | Kaden Hopkins      | Cade Bickmore      | Cade Bickmore         | Esneider Báez             | Baptiste Chardon             | Baptiste Vadic               | Adrien Urcel       | Project Echelon Racing         |
| 3                  | Alexandre Kess     | Alexandre Kess     | Cade Bickmore         | Damien Urcel              | Baptiste Chardon             | Alexandre Kess               | Alexandre Kess     | Hexagone-Corbas Lyon Métropole |
| 4                  | Lucas Boniface     | Alexandre Kess     | Lucas Boniface        | Damien Urcel              | Baptiste Chardon             | Alexandre Kess               | Alexandre Kess     | Hexagone-Corbas Lyon Métropole |
| 5                  | Lucas Boniface     | Alexandre Kess     | Lucas Boniface        | Damien Urcel              | Baptiste Chardon             | Alexandre Kess               | Alexandre Kess     | Hexagone-Corbas Lyon Métropole |
| 6                  | Benjamin Le Ny     | Benjamin Le Ny     | Lucas Boniface        | Damien Urcel              | Baptiste Chardon             | Alexandre Kess               | Benjamin Le Ny     | Hexagone-Corbas Lyon Métropole |
| 7                  | Alfred George      | Benjamin Le Ny     | Lucas Boniface        | Damien Urcel              | Alessandro Guimarães         | Alexandre Kess               | Benjamin Le Ny     | Hexagone-Corbas Lyon Métropole |
| 8                  | Kaden Hopkins      | Benjamin Le Ny     | Lucas Boniface        | Damien Urcel              | Alessandro Guimarães         | Alexandre Kess               | Benjamin Le Ny     | Hexagone-Corbas Lyon Métropole |
| 9                  | Raphaël Lautone    | Benjamin Le Ny     | Lucas Boniface        | Damien Urcel              | Baptiste Chardon             | Alexandre Kess               | Benjamin Le Ny     | Hexagone-Corbas Lyon Métropole |
| Classements finals | Classements finals | Benjamin Le Ny     | Lucas Boniface        | Damien Urcel              | Baptiste Chardon             | Alexandre Kess               | Benjamin Le Ny     | Hexagone-Corbas Lyon Métropole |

## Liste des participants
- Liste de départ complète

| Légende                                | Légende                                                                                                  | Légende                                | Légende                                                                                                  |
| -------------------------------------- | --- | -------------------------------------- | --- |
| Num                                    | Dossard de départ porté par le coureur sur ce Tour de la Guadeloupe                                      | Pos                                    | Position finale au classement général                                                                    |
| Leader du classement général           | Indique le vainqueur du classement général                                                               | Leader du classement par points        | Indique le vainqueur du classement par points                                                            |
| Leader du classement de la montagne    | Indique le vainqueur du classement de la montagne                                                        | Leader du classement des points chauds | Indique le vainqueur du classement des points chauds                                                     |
| Leader du classement du meilleur jeune | Indique le vainqueur du classement du meilleur jeune                                                     | Leader du classement de la combativité | Indique le vainqueur du classement de la combativité                                                     |
| Leader du classement du combiné        | Indique le vainqueur du classement combiné                                                               | #                                      | Indique la meilleure équipe                                                                              |
| NP                                     | Indique un coureur qui n'a pas pris le départ d'une étape, suivi du numéro de l'étape où il s'est retiré | AB                                     | Indique un coureur qui n'a pas terminé une étape, suivi du numéro de l'étape où il s'est retiré          |
| HD                                     | Indique un coureur qui a terminé une étape hors des délais, suivi du numéro de l'étape                   | *                                      | Indique un coureur en lice pour le classement du meilleur jeune (coureurs nés après le 1er janvier 2001) |
| DSQ                                    | Indique un coureur qui a été disqualifié de la course, suivi du numéro de l'étape                        |                                        | |

| EuroCyclingTrips Pro Cycling ECT      | EuroCyclingTrips Pro Cycling ECT | EuroCyclingTrips Pro Cycling ECT |
| ------------------------------------- | -------------------------------- | -------------------------------- |
| Num                                   | Coureur                          | Pos                              |
| 1                                     | Stefan Bennett (FRA)             | 10e                              |
| 2                                     | Alex Durrant-Whyte (AUS)         | 68e                              |
| 3                                     | Hanson Matombe (MUS)*            | AB-6                             |
| 4                                     | Siméon Green (GBR)               | AB-7                             |
| 5                                     | Guillaume Soula (FRA)            | AB-7                             |
| 6                                     | James Jobber (GBR)               | 36e                              |
| Directeur sportif : Amédée Da Fonseca |                                  |                                  |

| Vendée U -          | Vendée U -             | Vendée U - |
| ------------------- | ---------------------- | ---------- |
| Num                 | Coureur                | Pos        |
| 11                  | Lucas Boniface (FRA)   | 33e        |
| 12                  | Alessio Cialone (FRA)* | 8e         |
| 13                  | Kaden Hopkins (BER)    | 32e        |
| 14                  | Nicola Marcerou (FRA)* | NP-7       |
| 15                  | Alfred George (GBR)*   | 11e        |
| 16                  | Baptiste Vadic (FRA)*  | NP-7       |
| Directeur sportif : |                        |            |

| Project Echelon Racing PEC         | Project Echelon Racing PEC | Project Echelon Racing PEC |
| ---------------------------------- | -------------------------- | -------------------------- |
| Num                                | Coureur                    | Pos                        |
| 21                                 | Hugo Scala Jr. (USA)       | NP-7                       |
| 22                                 | Tyler Stites (USA)         | 3e                         |
| 23                                 | Zach Gregg (USA)           | 53e                        |
| 24                                 | Cade Bickmore (USA)        | 43e                        |
| 25                                 | Richard Arnopol (USA)      | NP-7                       |
| 26                                 | Ethan Craine (NZL)         | AB-9                       |
| Directeur sportif : Isaiah Newkirk |                            |                            |

| Association Team Madras Cycling - | Association Team Madras Cycling - | Association Team Madras Cycling - |
| --------------------------------- | --------------------------------- | --------------------------------- |
| Num                               | Coureur                           | Pos                               |
| 31                                | Bastien Duculty (FRA)             | 5e                                |
| 32                                | Loïc Laviolette (FRA)             | 12e                               |
| 33                                | Raphaël Lautone (FRA)*            | 46e                               |
| 34                                | Isao Robin Casi-Viallet (FRA)*    | HD-8                              |
| 35                                | Julien Chane Foc (FRA)            | AB-7                              |
| 36                                | Larry Lutin (FRA)                 | 69e                               |
| Directeur sportif : Max Macambou  |                                   |                                   |

| Matériel-vélo.com GDM                  | Matériel-vélo.com GDM    | Matériel-vélo.com GDM |
| -------------------------------------- | ------------------------ | --------------------- |
| Num                                    | Coureur                  | Pos                   |
| 41                                     | Ivan Centrone (LUX)      | NP-8                  |
| 43                                     | Robbe De Ryck (BEL)*     | NP-P                  |
| 44                                     | Enrico Dhaeye (BEL)*     | 42e                   |
| 45                                     | Jacques Gloesener (LUX)* | 60e                   |
| 46                                     | Alexandre Kess (LUX)*    | 7e                    |
| Directeur sportif : Pascal Pieterarens |                          |                       |

| Excelsior -                     | Excelsior -                  | Excelsior - |
| ------------------------------- | ---------------------------- | ----------- |
| Num                             | Coureur                      | Pos         |
| 51                              | Axel Taillandier (FRA)       | 4e          |
| 52                              | Keven Dollin (FRA)*          | AB-1        |
| 53                              | Sony Mathias (FRA)*          | 49e         |
| 54                              | Lucas Chris Descombes (FRA)* | AB-1        |
| 55                              | Lukas Vieillot (FRA)*        | AB-4        |
| 56                              | Odvelt Clergé (HAI)          | 74e         |
| Directeur sportif : Freddy Urie |                              |             |

| Sélection de Martinique -          | Sélection de Martinique -   | Sélection de Martinique - |
| ---------------------------------- | --------------------------- | ------------------------- |
| Num                                | Coureur                     | Pos                       |
| 61                                 | Mickaël Stanislas (FRA)     | 54e                       |
| 62                                 | Edwin Nubul (FRA)           | 52e                       |
| 63                                 | Christopher Hippolyte (FRA) | 47e                       |
| 64                                 | Sonny Cadet (FRA)*          | 55e                       |
| 65                                 | Rémi Marcoux (FRA)          | 64e                       |
| 66                                 | Thierry Ragot (FRA)         | HD-4                      |
| Directeur sportif : Francis Delpha |                             |                           |

| Team Cama CCD -                   | Team Cama CCD -          | Team Cama CCD - |
| --------------------------------- | ------------------------ | --------------- |
| Num                               | Coureur                  | Pos             |
| 71                                | Boris Carène (FRA)       | 18e             |
| 72                                | Baptiste Chardon (FRA)   | 39e             |
| 73                                | Kenny Jean-Jacques (FRA) | AB-4            |
| 75                                | Florent Laffite (FRA)    | 50e             |
| 76                                | Esneider Báez (COL)      | 2e              |
| Directeur sportif : Jacky Gibrien |                          |                 |

| Convergence SC Abymienne -      | Convergence SC Abymienne - | Convergence SC Abymienne - |
| ------------------------------- | -------------------------- | -------------------------- |
| Num                             | Coureur                    | Pos                        |
| 81                              | Meving Gène (FRA)          | 9e                         |
| 82                              | Taïno Cailliau (FRA)*      | 21e                        |
| 83                              | Ronald Géran (FRA)         | 51e                        |
| 84                              | Yonis Peres (FRA)*         | 35e                        |
| 85                              | Mathieu Pellegrin (FRA)    | 28e                        |
| 86                              | Widjy Relmy (FRA)          | 58e                        |
| Directeur sportif : Yohann Gène |                            |                            |

| Movistar-Best PC MBP                         | Movistar-Best PC MBP     | Movistar-Best PC MBP |
| -------------------------------------------- | ------------------------ | -------------------- |
| Num                                          | Coureur                  | Pos                  |
| 91                                           | Juan Diego Alba (COL)    | AB-3                 |
| 92                                           | Marco Tulio Suesca (COL) | 6e                   |
| 94                                           | Richard Huera (ECU)      | 24e                  |
| 95                                           | Byron Guamá (ECU)        | 17e                  |
| 96                                           | Mateo López (ECU)*       | 73e                  |
| Directeur sportif : Anderson Padilla Bolanos |                          |                      |

| Uni Sport Lamentinois -          | Uni Sport Lamentinois - | Uni Sport Lamentinois - |
| -------------------------------- | ----------------------- | ----------------------- |
| Num                              | Coureur                 | Pos                     |
| 101                              | Yannis Agricole (FRA)*  | 56e                     |
| 102                              | Gaël Bordée (FRA)       | AB-6                    |
| 103                              | Fendley Boyeau (FRA)    | 44e                     |
| 104                              | Ryan Delos (FRA)*       | 76e                     |
| 105                              | Benjamin Le Ny (FRA)    | 1er                     |
| 106                              | Cédric Ramothe (FRA)    | HD-8                    |
| Directeur sportif : Fabrice Gène |                         |                         |

| Espoir du Sud -                 | Espoir du Sud -              | Espoir du Sud - |
| ------------------------------- | ---------------------------- | --------------- |
| Num                             | Coureur                      | Pos             |
| 111                             | Anaël Mathias (FRA)          | 16e             |
| 112                             | Cyril Hippocrate (FRA)       | HD-8            |
| 113                             | Collins Phaëton (FRA)        | 57e             |
| 114                             | Ricardo Jude Lanclume (FRA)* | AB-5            |
| 115                             | Médrick Lolia (FRA)          | HD-3            |
| 116                             | Régis Carpentier (FRA)       | HD-4            |
| Directeur sportif : Willy Noyon |                              |                 |

| Hexagone-Corbas Lyon Métropole # - | Hexagone-Corbas Lyon Métropole # - | Hexagone-Corbas Lyon Métropole # - |
| ---------------------------------- | ---------------------------------- | ---------------------------------- |
| Num                                | Coureur                            | Pos                                |
| 121                                | Samuel Paslier (FRA)               | 45e                                |
| 122                                | Alexandre Desroches (FRA)          | 20e                                |
| 123                                | Vincent Arhie (FRA)                | 23e                                |
| 124                                | Julien Marin (FRA)                 | AB-9                               |
| 125                                | Antoine Grand (FRA)                | AB-6                               |
| 126                                | Adrien Guillonnet (FRA)            | 15e                                |
| Directeur sportif :                |                                    |                                    |

| Vélo Club Saintannais -              | Vélo Club Saintannais -  | Vélo Club Saintannais - |
| ------------------------------------ | ------------------------ | ----------------------- |
| Num                                  | Coureur                  | Pos                     |
| 132                                  | Tony Chris Vanony (FRA)* | 27e                     |
| 133                                  | Kelian Duro (FRA)        | 65e                     |
| 134                                  | Youri Marguerite (FRA)*  | AB-6                    |
| 135                                  | Maël Romne (FRA)*        | AB-6                    |
| 136                                  | Luis Sablon (FRA)        | AB-6                    |
| Directeur sportif : Dominique Donnat |                          |                         |

| Jeunesse Cycliste des Abymes -         | Jeunesse Cycliste des Abymes - | Jeunesse Cycliste des Abymes - |
| -------------------------------------- | ------------------------------ | ------------------------------ |
| Num                                    | Coureur                        | Pos                            |
| 141                                    | Jérémy Deloumeaux (FRA)        | 26e                            |
| 142                                    | Kendric Clavier (FRA)          | NP-8                           |
| 143                                    | Lionel Miny (FRA)              | 14e                            |
| 144                                    | Jules Lanclume (FRA)           | 37e                            |
| 145                                    | Oliver Claude (FRA)*           | 41e                            |
| 146                                    | Maël Vingadassamy (FRA)        | 38e                            |
| Directeur sportif : Jean-Pierre Nestar |                                |                                |

| USR Vélo Sotranfamat -              | USR Vélo Sotranfamat -    | USR Vélo Sotranfamat - |
| ----------------------------------- | ------------------------- | ---------------------- |
| Num                                 | Coureur                   | Pos                    |
| 151                                 | Adrien Alidor (FRA)       | 66e                    |
| 152                                 | Yona Désirée (FRA)*       | 40e                    |
| 153                                 | Vladimir Jeanne (FRA)     | 77e                    |
| 154                                 | Jean-Philippe Kondi (FRA) | NP-P                   |
| 155                                 | Gilles Suares (FRA)       | 75e                    |
| 156                                 | Teddy Tarane (FRA)        | HD-3                   |
| Directeur sportif : Denis Mathiasin |                           |                        |

| Swift Carbon Brasil SCP               | Swift Carbon Brasil SCP             | Swift Carbon Brasil SCP |
| ------------------------------------- | ----------------------------------- | ----------------------- |
| Num                                   | Coureur                             | Pos                     |
| 161                                   | Alessandro Guimarães (BRA)          | 78e                     |
| 162                                   | João Pedro Rossi (BRA)              | 70e                     |
| 163                                   | Kacio Freitas (BRA)                 | HD-8                    |
| 164                                   | Rafael Augusto de Paula Braga (BRA) | 67e                     |
| 165                                   | Caio Godoy (BRA)                    | 30e                     |
| Directeur sportif : Marcelo Donnabelo |                                     |                         |

| Vélo d'Or du Centre et de la Caraïbe - | Vélo d'Or du Centre et de la Caraïbe - | Vélo d'Or du Centre et de la Caraïbe - |
| -------------------------------------- | -------------------------------------- | -------------------------------------- |
| Num                                    | Coureur                                | Pos                                    |
| 171                                    | Lucien Matillon (FRA)*                 | HD-4                                   |
| 172                                    | Luc de Simone (FRA)                    | AB-7                                   |
| 173                                    | Deyris Rosan (FRA)                     | AB-2                                   |
| 174                                    | Andy Luissint (FRA)                    | AB-3                                   |
| Directeur sportif : Georges Balta      |                                        |                                        |

| Union Vélocipédique du Nord -         | Union Vélocipédique du Nord -    | Union Vélocipédique du Nord - |
| ------------------------------------- | -------------------------------- | ----------------------------- |
| Num                                   | Coureur                          | Pos                           |
| 181                                   | Kéran Barolin (FRA)              | 19e                           |
| 182                                   | Mendrick Florentin Etenna (FRA)* | 63e                           |
| 183                                   | Philgy Palmiste (FRA)*           | AB-2                          |
| 184                                   | Alexis Martin (FRA)              | AB-5                          |
| 185                                   | Loïc Cambray (FRA)               | HD-3                          |
| 186                                   | Stéphane Larochelle (FRA)*       | 48e                           |
| Directeur sportif : Jean-Pierre Matou |                                  |                               |

| Guidon Sprinter Canalien Cycling Team - | Guidon Sprinter Canalien Cycling Team - | Guidon Sprinter Canalien Cycling Team - |
| --------------------------------------- | --------------------------------------- | --------------------------------------- |
| Num                                     | Coureur                                 | Pos                                     |
| 191                                     | Rémi Benarfa (FRA)                      | 59e                                     |
| 192                                     | Bastian Alexis Carrera Herrera (CHL)    | 25e                                     |
| 193                                     | Kevin Lanarre (FRA)*                    | 62e                                     |
| 195                                     | Joan-Lou Georges (HAI)                  | AB-1                                    |
| Directeur sportif : Patrick Bord        |                                         |                                         |

| Team USCG -                     | Team USCG -            | Team USCG - |
| ------------------------------- | ---------------------- | ----------- |
| Num                             | Coureur                | Pos         |
| 201                             | Audric Blondin (FRA)   | 61e         |
| 202                             | Kiliane Cécilia (FRA)* | 72e         |
| 203                             | Damien Urcel (FRA)     | 13e         |
| 204                             | Adrien Urcel (FRA)     | 43e         |
| Directeur sportif : Marc Federo |                        |             |

| Gwada Bikers 118 -                 | Gwada Bikers 118 -            | Gwada Bikers 118 - |
| ---------------------------------- | ----------------------------- | ------------------ |
| Num                                | Coureur                       | Pos                |
| 211                                | Romain Vinetot (FRA)          | AB-1               |
| 212                                | Kevin Duro (FRA)              | 79e                |
| 213                                | Mathieu Billotet (FRA)*       | 29e                |
| 214                                | Fabien Nicolas Arthein (FRA)* | 34e                |
| Directeur sportif : Gerville Peter |                               |                    |

| ASC Karak -                          | ASC Karak -               | ASC Karak - |
| ------------------------------------ | ------------------------- | ----------- |
| Num                                  | Coureur                   | Pos         |
| 221                                  | Jordan Romain (FRA)       | AB-1        |
| 222                                  | Léonar Palmier (FRA)      | NP-P        |
| 223                                  | Stéphane Kittaviny (FRA)* | 71e         |
| 224                                  | Aurélien Biebuyck (BEL)   | 31e         |
| Directeur sportif : François Céphise |                           |             |

| Sélection de la Guyane - | Sélection de la Guyane - | Sélection de la Guyane - |
| ------------------------ | ------------------------ | ------------------------ |
| Num                      | Coureur                  | Pos                      |
| 231                      | Vivian Van Els (FRA)     | AB-3                     |
| 232                      | Kenric Golitin (FRA)     | AB-3                     |
| 233                      | Ludwing Thébyne (FRA)    | AB-3                     |
| 234                      | Teddy Octavia (FRA)      | AB-1                     |
| 235                      | Dilhan Will (FRA)        | AB-3                     |
| 236                      | Mario Jandia (FRA)       | NP-7                     |
| Directeur sportif :      |                          |                          |